# Pluvier (bateau)
Pour l’article homonyme, voir Pluvier.
Le Pluvier (numéro de coque P678) est un patrouilleur de service public de la Force d'action navale attaché au port militaire de Cherbourg. Il appartient à une série de patrouilleurs spécialement affectés à l'action de l'État en mer. Il est de type OPV 54.
Le Pluvier possède un radier à l'arrière pour deux embarcations type Hurricane, ce qui permet leur mise en œuvre pendant que le bâtiment fait route à faible vitesse.

## Missions
Les missions du Pluvier sont :
- la surveillance des côtes ;
- le contrôle assermenté des pêches ;
- les interventions côtières.

## Équipement électronique
- Pilote automatique
- 1 radar Racal-Decca 250
- 1 radar Racal-Decca 20V90
- 1 système Inmarsat M

## Caractéristiques de l'embarcation Hurricane
- Propulsion: Water Jet
- Vitesse maximum: 30 nœuds (55 km/h)
- Longueur : 6,70 m
- Puissance : 200 ch